# ザクセン＝アルテンブルク自由州

ザクセン＝アルテンブルク自由州
Freistaat Sachsen-Altenburg

ザクセン＝アルテンブルク自由州

ザクセン=アルテンブルク自由州 (ドイツ語: Freistaat Sachsen-Altenburg) は、1918年11月のドイツ革命でザクセン＝アルテンブルク公国の君主制が廃止されて成立したドイツ国の自由州である。1920年5月1日に他のテューリンゲン諸邦6州と合邦してテューリンゲン州となった。 

## 歴史
1918年11月13日にザクセン＝アルテンブルク公エルンスト2世が退位したことでザクセン＝アルテンブルク自由州が成立した。首都は引き続きアルテンブルクに置かれ、暫定政府首相にはヴィルヘルム・テルが就任した。1919年1月26日には州議会選挙が行われ、ドイツ社会民主党とドイツ民主党が連立政権を発足させた。首相にはヴィルヘルム・テルに代わってアウグスト・フレーリヒが就任した。1919年3月27日にはザクセン＝アルテンブルク自由州議会で暫定憲法が制定された。1920年5月1日には他のテューリンゲン諸邦6州と合邦してテューリンゲン州となり、主権国家としては消滅した。1920年12月9日の「移行期間における旧テューリンゲン諸邦の管理に関する法律 (Gesetz über die Verwaltung der ehemaligen thüringischen Länder in der Übergangszeit)」で州政府は地区代表と地区政府に再編され、さらに1923年4月1日には移行期間が終了して地区政府も解体された。 

## 主要都市
| 都市             | 人口（1919年） |
| ---------------- | -------------- |
| アルテンブルク   | 37,289         |
| シュメールン     | 10,924         |
| アイゼンベルク   | 10,030         |
| モイゼルヴィッツ | 9,171          |

## 地域行政
ザクセン＝アルテンブルク自由州の地域行政は、郡独立市アルテンブルクと、アルテンブルク、ローダおよびロンネブルクの3つの地区事務所で実施されていた。 

## 州議会選挙
| 政党             | 得票率  | 獲得議席 |
| ---------------- | ------- | -------- |
| ドイツ社会民主党 | 58.55％ | 24       |
| ドイツ民主党     | 24.64％ | 10       |
| ドイツ国家人民党 | 16.82％ | 6        |

※議席が獲得できなかった政党の得票率が含まれないため、合計は100%にならない。